# Кручковский, Тадеуш
Тадеуш Тадеушевич Кручковский (пол. Tadeusz Kruczkowski, 5 января 1961 в Яскольдах около Большой Берестовицы) — историк и общественный деятель Белоруссии, председатель Союза поляков Беларуси (СПБ) в 2000—2005 гг., преподаватель Гродненского университета, профессор.

## Биография
Учился в педагогическом техникуме в Волковыске (1976—1980), затем на историческом факультете Гродненского университета (1983—1988). После его окончания несколько месяцев преподавал историю в университете, после чего поступил в аспирантуру Института славяноведения и балканистики Российской Академии Наук. В 1993 защитил кандидатскую диссертацию на тему «Польский вопрос в российской историографии II половины XIX века». Вернувшись в Белоруссию, он работал на кафедре всеобщей истории Гродненского университета.
С начала 90-х гг. прошлого века активно участвовал в возрождении польскости в Белоруссии. В 1997—2000 гг. был председателем Гродненского отделения Польского научного общества. Одновременно исполнял обязанности руководителя Гродненского отделения Союза поляков Белоруссии.
На V Чрезвычайном съезде СПБ в ноябре 2000 был избран председателем организации, сменив Тадеуша Гавина. Скоро после своего избрания главой СПБ заявил, что это организация не будет поддерживать никаких политических течений и будет защищать исключительно интересы поляков в Белоруссии. Как утверждают противники Кручковского, после этого заявления СПБ приостановил все контакты с белорусскими НГО и оппозиционными партиями. Тем не менее, лояльность по отношению к власти не решила проблем СПБ — в частности так и не была открыта польская школа в Новогрудке.
В 2005 Тадеуш Кручковский проиграл в выборах на должность председателя СПБ. По некоторым оценкам, причиной поражения была неудачная политика Кручковского в отношении режима Александра Лукашенко, а также сексуальный скандал, к которому якобы имел отношение тогдашний председатель. Проиграв выборы, Кручковский не отказался от борьбы за власть в СПБ. В июле 2005 года при поддержке милиции и ОМОН ворвался в усадьбу организации в Гродно, при этом тогдашнее законное руководство СПБ во главе с Анжеликой Борис было удалено из здания. Он обвиняется в том, что снялся в антипольским фильме, показанном по белорусскому телевидению сразу после мартовского съезда СПБ; а также принял активное участие в чрезвычайном организованном при помощи властей съезде в Волковыске на котором председателем был избран Иосиф Лучник. За деятельность направленную против интересов Польши в 2005 году Тадеушу Кручковскому запрещено посещать эту страну в течение 15 лет (согласно с другими источниками — пожизненно).
Сам Т. Кручковский оценил этот запрет так: «A zakaz wjazdu do Polski dla szeregu działaczy ZPB... czy nie jest to celowym niszczeniem polskosci dla dobra narodowców białoruskich, z którymi Gawin i Borys mają szczególnie dobre kontakty».

## Внешние ссылки
- МИД: Польская сторона делит белорусских поляков на угодных и неугодных — Заявление МИД Беларуси по делу Т. Кручковского. 2005-10-07
- Piekło nad Niemnem (недоступная ссылка) — Разговор с Казимиром Павелко, сенатором Республики Польша. 2005-12-08